# آن غوتليب
آن غوتليب (ولدت في 5 مايو عام 1971م)، مهاجرة روسية، والتي اختفت بعمر 12 عاما ً من مباني تجارية في لويفيل (كنتاكي) مول، في الأول من يونيو عام 1983م . قامت أجهزة الإعلام بلويفيل الإخبارية بتغطية ضخمة في القضية لإيجاد خاطفها، وامتدت القضية لخمس وعشرين سنة حتى تم التعرف على شخص مثير للاهتمام.

## الخلفية
أتت غوتليب إلى الولايات المتحدة في عام 1980م  وهي مهاجرة يهودية روسية، وكانت تتحدث اللغة الإنجليزية  والروسية بطلاقة .   

## الاختفاء
آخر مرة شوهدت ( آن)  في 1 يوينو 1983م ما بين الساعة 5:30 و 6:00 مساءا ً .وقامت بزيارة بشفورد مانور مول ‏ عابرة الشارع من مبنى الشقة التي تعيش فيه مع أسرتها .وجدت دراجتها لاحقا ً خارج  متجر باكون  في السوق .   

## التحقيقات
اختفت غوتليب بدون وجود أي أثر لها إطلاقا ً.,وقاد مكتب التحقيقات الفيدرالي التحقيقات.وقامت الشرطة بالتحقيق بالآلاف قد تقود لحلحلة القضية وما بين ثلاثون وأربعون مشتبه بهم على مر السنين . وبعد ثلاثة أيام من اختفاء آن غوتليب ،اقتفى كلاب الشرطة آثر رائحة في شقة إيستر اوكماينسكي ،جدة آخر شخص شاهد آن غوتليب على قيد الحياة.،وقالت اوكماينسكي بأن غوتليب لم تزر الشقة أبدا ً، وبعد تحقيق متعمق لعائلتها، لخصت الشرطة بأن الكلب كان مخطئا ً في تعقبه .  
وقام  أخرون بالتحقيق وشمل مرتكب جرائم جنسية  والذي كان في المركز التجاري خلال ساعة من اختفاء غوتليب، وكان لدى مرتكب سلسلة جرائم جنسية عذر . 
لطاما كثيرا ما تكررت نظرية المؤامرة  بأن آن غوتليب اختطفت من قبل الحكومة السوفيتية لإجبار أبويها للعودة إلى روسيا . واستبعد كلا ً من مكتب التحقيقات الفيدرالي وعائلة غوتليب هذه النظرية . وكانت هناك نظرية أخرى بأنها غادرت طوعا ً بعد مشكلة التكيف الحياة في الولايات المتحدة .واستبعد المحققون وعائلتها هذا أيضا ً، بالقول بأنها لم تعط ِ أي مؤشرات بالقلق مسبقا ً بالاختفاء، فلو هربت طوعا ً، من المرجح أن تحمل بعض المال أو ممتلكات وفي النهاية تقوم بالاتصال . 
ادعى المحكوم عليه بالإعدام من تكساس مايكل لي لوكهارت ‏ في عام 1990 م، بأنه قتل غوتليب  وقام بدفنها في فورت نوكس وقدم في النهاية خريطة عن موقع الدفن، ولكن لم تعثر الشرطة بعد القيام بتحقيقات شاملة أي دليل مادي لتثبت من الادعاء .   
أدرجت قسم إدارة شرطة لويفيل ميترو من عام 2008 فصاعدا مازالت تعتبر أختفاء غوتليب قضية مفتوحة .  اعتبرت مع ذلك كقضية قديمة بسبب المدة الزمنية الذي مر عليها . املئ مستندات التحقيقات أربع خزائن لحفظ الملفات . 

### التطورات في عام 2008
أعلنت شرطة لويفيل ميترو  في 4 ديسمبر من عام 2008 م عن اختراق كبير في قضية اختفاء آن غوتليب . وعلق المتحدث باسم إدارة شرطة لويفيل ميترو على التطورات الجديدة في القضية، واشار بإيمان الشرطة بأن المدان بالاجرام والبيطري السابق غريغوري اوكلي جي آر . - المشتبه به منذ الاختفاء الأولى في عام 1983م - احتمال بمسؤوليته اختفاء الفتاة . مات اوكلي في ألاباما عام 2002 م بعد إطلاق سراحه من إصلاحية ولاية كنتاكي ‏ في لا غرانغ (كنتاكي)،لأسباب صحية، حيث كان يقضي عقوبة بسبب السطو والاغتصاب. تلك القضية مشابهة لقضية غوتليب ولكن في الحقيقة عمر الفتاة 13 عاما ً و شعرها احمر . وتؤمن الشرطة بأن أوكلي لاحق غوتليب إلى مواقف السيارات بشفورد مانور مول ‏ ، حيث قام باختطافها ولم يترك شئ سوى دراجتها . 
ووفقا ً لرجل قضى في سجن كنتاكي في أواخر الثمانينات الميلادية  وبداية التسعينيات الميلادية مع أوكلي، اعترف أوكلي بأنه خطف غوتليب وقتلها بجرعة زائدة من بنتازوسين ، ويعد مسكنا ً للألم .وتنظر الشرطة لأوكلي كمشتبه به في قضية غوتليب منذ يناير عام 1984م، عندما اعتقل اوكلي وادين في النهاية باغتصاب (فتاة لويفيل) التي تبلغ من العمر  13 عاما . فشل اوكلي في اختبار كشف الكذب فيما يتعلق بغوتليب ،ولكن الشرطة ليس لديها أدلة كافية لربطه باختفائها . 

## التأثير
ويعزى أختفاء غوتليب بطريقة مذهلة في وضح النهار بدون أي آثر، كمفتاح قضية التي قادت الكونغرس الأمريكي إلى إنشاء مركز الوطني للأطفال المفقودين و المعرضين للاستغلال ،وذلك في عام 1984م، لتنسيق الدوائر المعنية بقضايا اختفاء اشخاص . ويعول المركز على قضية غوتليب بازدياد الوعي الوطني بالاطفال المفقودين والمختفين وإحداث ثورة بكيفية التعامل مع قضايا الأطفال المفقودين . وكانت إحدى التقنيات الجديدة التي خرجت من التحقيقات وهي استخدام اللوحات الإعلانية وتكتيكات أخرى لأحداث الوعي على نطاق واسع من الشخص المفقود، والذي كان يعتبر من الغباء الممزوج بالحكمة التقليدية في الوقت .  

## أنظر أيضا ً
- List of people who disappeared mysteriously

## روابط خارجية
- Ann Gotlib at the National Center for Missing & Exploited Children